# 디 오소리티
디 어소리티(The Authority)는 2013년부터 활동 중인 WWE의 권력형 악역 스테이블이다. 이는 이 당시부터 한참전인 빈스 맥맨의 더 코퍼레이션(The Corporation)과 유사하다.

## 역사
발족은 2013년 8월 19일이전에 빈스 맥맨이 TV쇼에 나오지 않고, 트리플H, 스테파니 맥맨 부부의 동시출연후로 본격적으로 결성하게 되었다. 주요 멤버는 트리플 H, 스테파니 맥맨, 케인, 랜디 오턴, 세스 롤린스다. 2013년 8월 19일 랜디가 어쏘리티 가입을 했지만 2014년 11월 3일 세스한테 부상을 당하며 탈퇴를 하게 된다. 이전의 '어소리티'의 역사는 이러하다. 2013년도 섬머슬램에선 WWE 챔피언십이 열렸다. 존 시나를 이긴 다니엘 브라이언은 승리를 하였고 쇼의 마지막 즈음에 랜디 오튼이 등장을 했다. 갑자기 트리플 H는 다니엘을 공격했고, 오튼은 가지고 있던 WWE 챔피언십 서류가방을 사용해 다시 한번 WWE 챔피언에 올호ㅜ ㅗ ㅝㅝㅓㅛㅛ
이후에 2013년 9월 15일 2013년 10월 28일 케인이 운영국장 'Director of Operation'으로써 어쏘리티를 가입을 했다. 추가로 2014년 3월 21일 빌리 건, 로드 독(뉴 에이지 아웃로즈)이 RAW 쇼에서 CM 펑크를 배반하면서 어쏘리티를 가입을 했다. 그 뒤, 오튼은 당시 월드 헤비웨이트 챔피언이었던 2013년 TLC에서 존 시나를 이겨 WWE 월드 헤비웨이트 챔피언에 등극했으나, 바티스타가 복귀를 하여, 타이틀에 대한 도전 의사를 밝히고, 여러 선수들과 일리미네이션 체임버 매치에서 간신히 타이틀을 방어했다, 브라이언을 견제하는 과정에 권력층의 분열이 일어나, 수장인 트리플 H본인 스스로 타이틀 전선에 합류를 했고, 다니엘과 난투극을 벌인다. 쇼 당일인 4월 6일 끝내 레슬매니아30경기에 트리플 H를 비롯하여 '어소리티' 소속인 모든 로스터(뉴 에이지 아웃로즈 포함)들은 패배(트리플 H ,바티스타, 랜디 오턴은 WWE 월드 헤비웨이트 챔피언십경기에서 패배, 케인과 뉴 에이지 아웃로즈는 더 실드에게 패배하였다.)를 하여 모습을 감추어 슬슬 탈퇴의 각을 보이게 된다. 레슬매니아 30이후의 어소리티는 WWE의 권력층은 하수인이었던 더 실드와 조금씩 분열조짐이 보였었고, 레슬매니아30 다음날 RAW에서 더 실드는 케인, 랜디 오턴, 바티스타와 접전을 펼치는 도중에 선역전환을 한다, 얼마 후에 결성된 어소리티의 한 축으로 '에볼루션 2기'가 갑작스럽게 부활하여 더 실드와 접전을 펼치지만, 에볼루션은 2014년 '익스트림 룰스', '페이백' 두 PPV에서 더 실드에게 전패를 당한다.
이후에, 쉴드의 멤버였던 세스 롤린스는 앞에 기술한3월 17일 Raw에서 탈퇴를 했지만 6월 2일 그날 롤린스는 다시 어쏘리티로 가입을 하게 된다. 이후, 9월 19일 스맥다운에서 조이 머큐리, 제이미 노블을 경호원으로 써 어쏘리티를 가입을 시킨다. 그러나 서바이버 시리즈 2014에서 권력을 잃게 된다. 하지만 당일 빅 쇼가 존 시나를 배신을 해 어쏘리티를 가입을 하게 된다. 그러나 스팅의 도움으로 팀 어소리티는 팀제거 경기에서 패배를 하여 권력(AUTHORITY)를 잃게 된다, 하지만, 2014년 마지막 Raw에서 다시 권력을 되찾으면서 한달만에 복귀한다.
그러나 랜디가 2015년 2월 23일 어쏘리티를 재가입을 했으나, 2015년 3월 9일 랜디가 세스한테 쌍뻑큐를 날려 배신을 하면서 무자비한 공격을해 탈퇴하고 만다. 그리고 2015년 6월 17일 그 당일도 어소리티와 벗어나 실질적으로 빅 쇼도 아예 탈퇴를 하고 만다. 한참 후엔 운영국장 직에 있던 케인도 7월 13일 raw에서 브록한테 부상을 당하고 만다. 그후에 트리플 H는 일선에서 물러나 세스를 어소리티의 선봉장으러 내세우나, 세스 롤린스는 '과거의 수퍼스타'들을 넘나든다면서 권력의 수장인 트리플 H, 스테파니 맥맨 부부를 은근히 무시하면서도 그들에게 슬슬 경고를 받고 있다.
2015년 8월 23일 서머슬램에서 세스 롤린스는 존 시나를 상대로 WWE 유나이티드 스테이츠 챔피언십을 획득하여 더블 타이틀 홀더가 되었다. 이후 스팅으로부터 WWE 월드 헤비웨이트 챔피언십의 위협을 받았고, 존 시나가 재경기를 요구하자 트리플 H는 2015년 나이트 오브 챔피언스에서 두 경기를 치르라고 명령한다. PPV 당일에 세스는 WWE 유나이티드 스테이츠 챔피언십을 잃고 바로 스팅과 WWE 월드 헤비웨이트 챔피언십경기를 하였고 타이틀 방어를 성공하나 가면을 쓴 케인이 갑작스럽게 나타나 그를 공격한다. 이 후... WWE RAW에 세스는 케인에게 항의를 하러 갔으나 국장의 모습으로 있었을 뿐 PPV에서 있었던 일과 아무런 상관이 없었듯이 행동했다. 트리플 H 부부도 안정적인 업무 환경을 둘 수없다며 그에게 가면을 내놓으라고 했으나 가면은 없어졌다. 세스 롤린스가 경기를 할 때마다 가면을 쓴 케인이 나타나 습격을 했다. 그래서 세스는 케인을 태그팀 매치에 참가를 시키거나 본인이 경기에 참가할 때, 참관인으로 두었다. 그러나 케인이 경기를 할땐 브록이 공격했었던 다리 부상을 호소하며 경기를 퇴장하거나 세스의 공격을 잘못 맞아 퇴장을 했었다. 그 후에는 항상 가면을 쓴 케인이 나타나 세스를 공격을 했다.
이리하여 스테파니 맥마흔은 2015년 헬 인 어 셀에서 WWE 월드 헤비웨이트 챔피언십을 부킹했고 케인이 패배할 시에는 운영국장 직에서 직위해제를 하기로 하였다. 헬 인 어 셀 2015에서 케인이 세스 롤린스에게 패배함에 따라 운영국장 직에서 직위해제 되었다. 또한 세스가 이번엔 WWE 라이브 이벤트에서 발목 부상으로 끝내 WWE 월드 헤비웨이트 챔피언을 반납을 하게 되었다. 그 후... 서바이버 시리즈 2015에서 WWE 월드 헤비웨이트 챔피언 토너먼트에서 우승한 로만 레인즈의 타이틀을 셰이머스가 머니 인 더 뱅크 가방을 사용하면서 새 챔피언이 되었고 공식적으로 어소리티의 새로운 선봉장이 되었다. 2015년 12월 13일 TLC 2015에서 트리플 에이치가 레인즈한테 공격을 당해서 다음날 12월 14일 WWE Raw에서는 스테파니도 단단히 화가나서 레인즈에게 따귀를 몇대 때리다가 가버리고 이번엔 빈스 회장이 화가나서 레인즈한테 로우 블로우를 작렬시키며 끝내 빈스도 악역이 되고만다. 끝내 빈스도 메인 이벤트때도 슈퍼맨 펀치 맞고 쓰러진다. 로얄럼블 2016에서 WWE 월드 헤비웨이트 챔피언십을 30인 로얄럼블 경기로 열게 되고 트리플 H가 챔피언에 오르지만, 레슬매니아 32에서 로만 레인즈에게 내준 후 휴식기에 들어간다.
2016년 8월 29일 Raw에서 돌아온 트리플 H가 WWE 유니버셜 챔피언십에 난입해서 로만 레인즈를 공격한 후 세스 롤린스마저 공격하면서 해체를 맞이한다.

## 레슬링
- 레슬링 기술
  - '세스 롤린스'
    - 커브 스톰프(런닝 스톰프), 페디그리(더블 언더훅 페이스버스터), '스냅 싱글 언더훅 프론트 페이스락 드롭'

  - '케인'
    - '초크슬램 프롬 헬', 툼스톤 파일드라이버(닐링 리버스 파일드라이버)

  - 트리플 H
    - 페디그리(더블 언더훅 페이스버스터)

  - '스테파니 맥맨'
    - 페디그리(더블 언더훅 페이스버스터)

  - '빌리 건'
    - 페임 애써(레그 드롭 불독)

  - '로드 독'
    - '펌프핸들 펄링 파워슬램'

  - '랜디 오턴'
    - RKO(점핑 커터), '런닝 펀트 킥'

  - '바티스타'
    - 바티스타 밤(싯아웃 파워밤)

  - '제이미 노블'
    - '크로스 암바'

  - '조이 머큐리'
    - 더블 언더훅 DDT

  - '빅 쇼'
    - KO 펀치(라이트 핸드 넉아웃 훅), '초크슬램'